# エクステラ
エクステラ (xterra) は、オープンウォータースイミング、MTB（マウンテンバイク）、トレイルランニングの3種目を1人の競技者が連続して行う競技。「トライアスロンのオフロード版」のようなものであるが、大自然と触れ合いながら競技をする点で、トライアスロンとは異なる魅力を持つ競技である。

## 歴史
1996年にハワイ州マウイ島で誕生した競技。1998年に日本人が初めて参加。2004年から日本国内での大会が本格的に開催されるようになった。徐々に世界的に広がりをみせ、現在では世界16カ国100レースがおこなわれる規模へと成長した。国別、地域別のチャンピオンシップを中心に関連イベントを含め年間150大会が開催され、ワールドシリーズ化されている。
アジアでは日本だけでの開催で、南米、北米、ヨーロッパなど世界中を巡り、毎年10月にはマウイでの世界チャンピオン決定戦で締めくくられる。マウイ大会はXTERRAの聖地とも言えるもので、各国のチャンピオンシップ大会で参加資格を取得した選手が一斉に集いワールドチャンピオンを目指す。
チャンピオンシップは、通常スイム1.5km・MTB30km・ラン11kmで競われる。特に2011年度は、ランス・アームストロングの参戦もあり、今まで以上に多くのメディアに注目された。

## 日本の主な大会
2004年より「XTERRAジャパンチャンピオンシップ」が開催されている（通常は8月頃開催）。当初は群馬県片品村の丸沼温泉（丸沼湖）周辺で開催されていたが、2014年は開催休止となり、2015年からは場所が北海道の星野リゾート トマムに移された。同大会は本来のチャンピオンシップよりは若干距離が短く、スイム1.2km・MTB25km・ラン10kmの構成。2015年現在は大会プロデューサーを白戸太朗が務めている。

## 2008ワールドツアー
- March 8    XTERRA サイパン選手権
- March 29   XTERRA グアム選手権
- April 5    XTERRA オーストラリア選手権
- April 12   XTERRA ブラジル選手権
- April 12   XTERRA ニュージーランド選手権
- April 19   XTERRA 南アフリカ選手権
- May 17-18  XTERRA USウェスト選手権
- June 1     XTERRA ヨーロッパ選手権/XTERRA イタリア選手権
- June 7-8   XTERRA スイス選手権
- June 14-15 XTERRA USイースト選手権
- June 15    XTERRA ウェールズ選手権
- June 28    XTERRA チェコ選手権
- Aug. 15-16 XTERRA マウンテン選手権
- July 6     XTERRA フランス選手権
- Aug. 16    XTERRA デンマーク選手権
- Aug. 23    XTERRA オーストリア選手権
- Aug. 30    XTERRA ジャパン選手権
- Sept. 13   XTERRA ドイツ選手権
- Sep. 20    XTERRA イギリス選手権
- Oct. 4-5   XTERRA USA 選手権
- Oct. 26    XTERRA 世界選手権